# Yitzchok Zev Soloveitchik
Yitzchok Zev Halevi Soloveitchik, Velvel Soloveichik (Valózhyn, 19 de octubre de 1886-Jerusalén. 11 de octubre de 1959) fue un rabino ultraortodoxo originario de Bielorrusia, el rabino tuvo 8 hijos y 5 hijas, su padre fue también rabino (Jaim Soloveitchik). Yitzchok ejerció como rabino en Brest hasta que tuvo que huir a Jerusalén durante el Holocausto.